# NGC 92

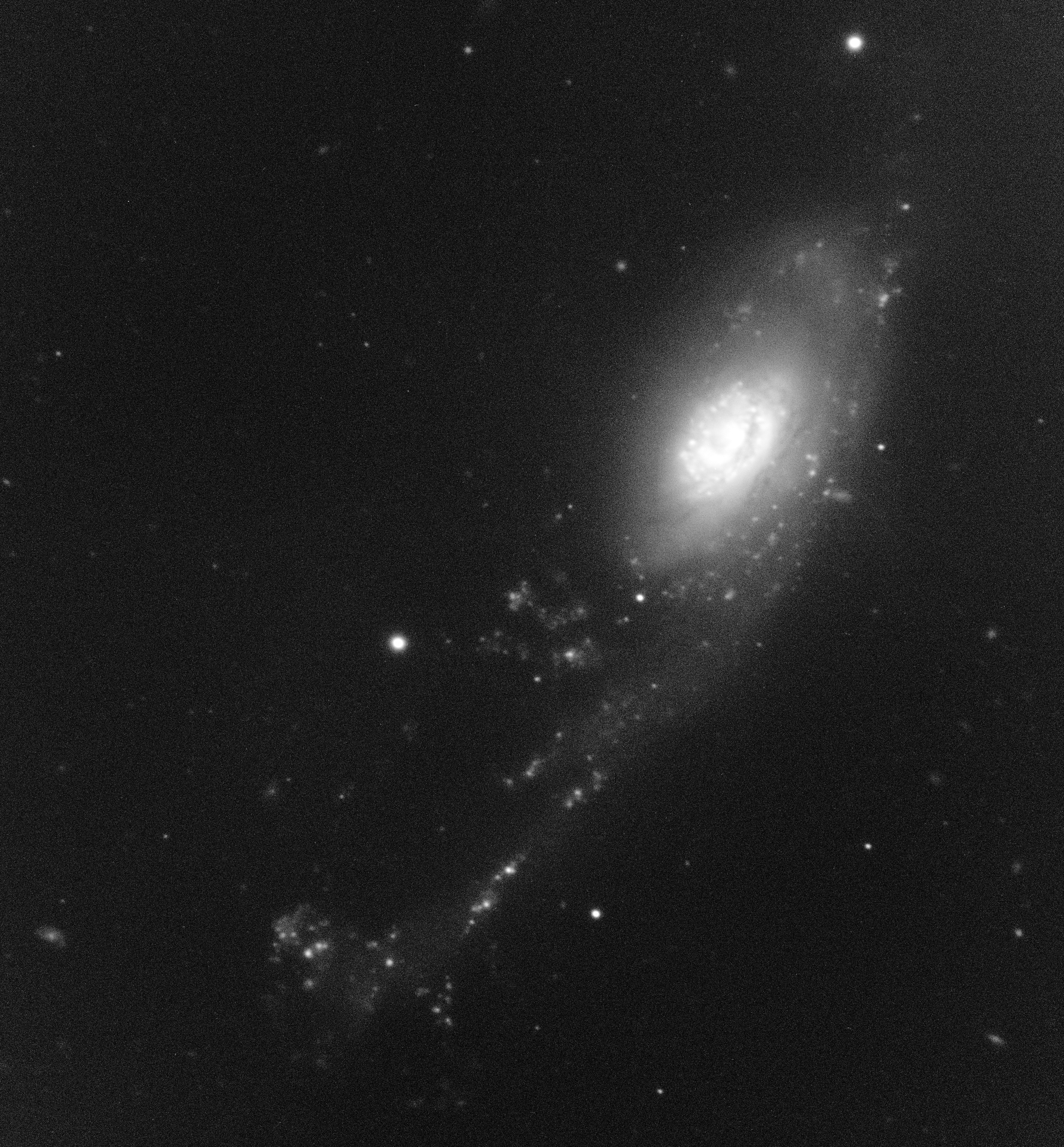
NGC 92 par le Très Grand Télescope (ESO)

NGC 92 est une galaxie spirale située dans la constellation du Phénix.NGC 92 a été découverte par l'astronome britannique John Herschel en 1834.

## Caractéristiques
Sa vitesse par rapport au fond diffus cosmologique est de 3 020 ± 15 km/s, ce qui correspond à une distance de Hubble de 44,6 ± 3,1 Mpc (∼145 millions d'al).
La classe de luminosité de NGC 92 est I et elle présente une large raie HI. De plus, elle renferme des régions d'hydrogène ionisé. C'est une galaxie LINER, c'est-à-dire une galaxie dont le noyau présente un spectre d'émission caractérisé par de larges raies d'atomes faiblement ionisés.
Avec NGC 87, NGC 88 et NGC 89, elle forme le quartette de Robert.

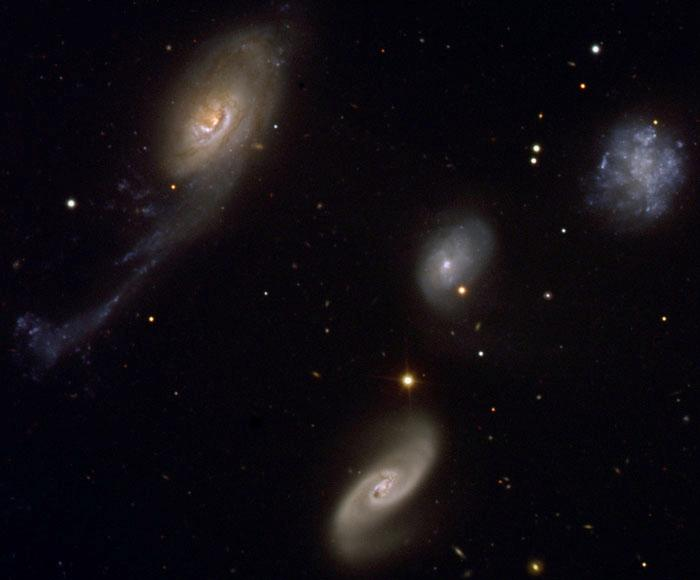
NGC 92 et le Quartette de Robert